# القيادة تحت تأثير الكحول

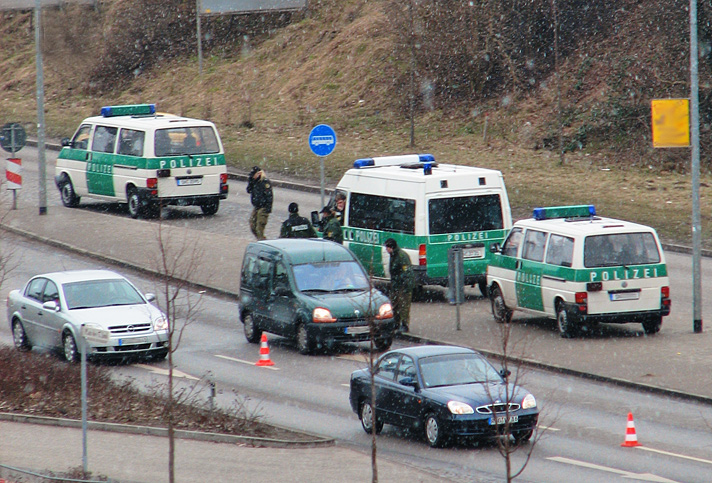

القيادة تحت تأثير الكحول أو القيادة في حالة السكر تعمل على التأثير في القيادة، أو ضعف القيادة.
وتوصف بالجريمة تحت قيادة السيارات بينما تتعاطى الكحول أو المخدرات الأخرى بما في ذلك تلك التي ينص عليها الأطباء.
عندما يزيد تركيز الكحول في الدم (BAC) عن 0,05 غرام / ديسيلتر، يزداد خطر تصادمات الطرق على نحو كبير
أول شخص تم القبض عليه لقيادته السيارة وهو مخمور كان جورج سميث، وهو سائق سيارة أجرة لندن الذي كان يقود سيارته في عام 1897.

## تأثير الكحول في القيادة
تعمل الكحول على تقليل درجة اليقظة والوعي والقدرة على التنسيق التي يحتاجها قائد المركبة لقيادة آمنه. فنظر السائق المخمور يكون مشوشا أو حتى مزدوج الرؤية كما يفتقد القدرة على تحديد عمق وأبعاد ما يراه أمامه فلا يستطيع الحكم جيدا هل السيارات أو المارة أمامه بعيدون أم قريبون وهذا ما يؤدي لمشاكل جمة.
ومن أكبر المشاكل التي قد تواجه السائق المخمور هو ثقته الزائدة بنفسه وعدم إدراكه أن مهارته في القيادة ليست بالمستوى المطلوب لقيادة آمنه. فتجده يقود بسرعة عالية ويتجاوز السيارات والشاحنات بطريقة خطرة ويقوم بحركات خرقاء بعيدة عن كل أصول السلامة وغالبا ما ينتهي هذا الشيء بمأساة.
تشترك المهدئات وبعض مسكنات الألم وأدوية الاحتقان والحساسية مع الخمر في تثبيط نشاط الدماغ والجسم وتؤدي لنفس المشاكل التي يؤدي إليها القيادة تحت تأثير الخمر. وتزيد المشاكل أكثر إذا تم استعمال هذه الأدوية مع الخمر. لذا ينصح المريض باستشارة طبيبه وسؤاله عن تأثيرات هذه الأدوية ومدى قدرته على القيادة أم لا.